# Делец, Михаил Иванович
Михаил Иванович Делец — советский хозяйственный, государственный и политический деятель.

## Биография
Родился в 1918 году в деревне Углы. Член КПСС.
Участник Великой Отечественной войны. С 1946 года — на хозяйственной, общественной и политической работе. В 1946—1991 гг. — начальник корреспондентской сети БЕЛТА, редактор Барановичской объединённой (городской и районной) газеты «Красная звезда», председатель Барановичского горисполкома, первый секретарь Городищенского райкома КПБ, первый секретарь Барановичского горкома Коммунистической партии Беларуси, первый секретарь Барановичского райкома Коммунистической партии Беларуси, секретарь парткома Барановичского производственного колхозно-совхозного управления, первый секретарь Барановичского райкома Коммунистической партии Беларуси, председатель Брестского областного совета профсоюзов, редактор республиканской газеты «Звязда», Председатель Государственного комитета Совета Министров БССР по печати/по издательству, полиграфии и книжной торговле, председатель правления Добровольного общества любителей книги Белорусской ССР.
Избирался депутатом Верховного Совета Белорусской ССР 6-11-го созывов.
Умер в Минске в 1999 году.